# Pornografia minorile (ordinamento italiano)
La pornografia minorile nell'ordinamento penale italiano è un reato.

## Fonte
Il delitto di pornografie minorile è disciplinato dall'articolo 600 ter del codice penale italiano, il quale espressamente prevede.
1. Chiunque, utilizzando minori degli anni diciotto, realizza esibizioni pornografiche o produce materiale pornografico ovvero induce minori di anni diciotto a partecipare ad esibizioni pornografiche è punito con la reclusione da sei a dodici anni e con la multa da euro 25.822 a euro 258.228.
2. Alla stessa pena soggiace chi fa commercio del materiale pornografico di cui al primo comma.
3. Chiunque, al di fuori delle ipotesi di cui al primo e al secondo comma, con qualsiasi mezzo, anche per via telematica, distribuisce, divulga, diffonde  o pubblicizza il materiale pornografico di cui al primo comma, ovvero distribuisce o divulga notizie o informazioni finalizzate all'adescamento o allo sfruttamento sessuale di minori degli anni diciotto, è punito con la reclusione da uno a cinque anni e con la multa da euro 2.582 a euro 51.645.
4. Chiunque, al di fuori delle ipotesi di cui ai commi primo, secondo e terzo, offre o cede ad altri, anche a titolo gratuito, il materiale pornografico di cui al primo comma, è punito con la reclusione fino a tre anni e con la multa da euro 1.549 a euro 5.164.»

## Ratio
La ratio della norma, secondo la Corte Suprema di Cassazione italiana, è quella di apprestare una tutela penale anticipata della libertà sessuale del minore, reprimendo quei comportamenti prodromici che, anche se non necessariamente a fine di lucro, ne mettono a repentaglio il libero sviluppo personale con la mercificazione del suo corpo e l'immissione nel circuito perverso della pedofilia.

## Coordinamento con altre fattispecie di reato
L'articolo 600 ter («Pornografia minorile») punisce chi utilizza i minori degli anni diciotto per realizzare esibizioni o produrre materiale pornografico, nonché chi faccia commercio, diffonda o ceda, anche a titolo gratuito, tale materiale. Al di fuori delle suddette ipotesi opera, invece, l'art. 600 quater («Detenzione di materiale pornografico»), il quale ritiene rilevante il mero possesso di materiale pornografico minorile. È da notare, a questo proposito, che sono punite anche la produzione e la detenzione di materiale non destinato alla diffusione. Infine, l'articolo 600 quater bis («Pornografia virtuale»), recentemente aggiunto, punisce anche chiunque possieda materiale pornografico minorile virtuale, ossia materiale contenente immagini virtuali realizzate sottoponendo a tecniche di elaborazione grafica immagini di minori o parti di esse e facendo così apparire come vere situazioni non reali.

## Pornografia minorile e pedopornografia
Da notare, dunque, che nel codice penale italiano non si parla di "pedopornografia", ma soltanto di "pornografia minorile": la prima è infatti punita in quanto parte della seconda. Ciò significa che quando a una persona viene imputato questo reato, contrariamente a quanto di solito riportato dalla stampa, non è dato sapere se l'accusato fosse effettivamente in possesso di materiale pedopornografico, in quanto ciò che gli viene rinfacciata è la generica detenzione di pornografia minorile.